# Masanao Abe
| (73827) Nakanohoshinokai                    | 12. Januar 1996  | [1]     |
| (100267) JAXA                               | 14. Oktober 1994 | [1],[2] |
| - [1] mit Isao Satō - [2] mit Hiroshi Araki |                  |         |

Masanao Abe (jap. 安部 正真, Abe Masanao; * 1967 in der Präfektur Kanagawa) ist ein japanischer Astronom und Asteroidenentdecker.
1990 diplomierte er an der Universität von Tokio im Fach Physik, 1994 arbeitete er als Assistent am japanischen Institute of Space and Astronautical Science und seit 2008 ist er assoziierter Professor der JAXA.
Er trug durch die Entwicklung des NIRS–Spektrometers im nahen Infrarotbereich für die Raumsonde Hayabusa zum Erfolg der Mission bei.
Seine Arbeit führte im Zeitraum von 1994 bis 1996 zusammen mit seinen Kollegen Isao Satō und Hiroshi Araki zur Entdeckung von insgesamt zwei Asteroiden.
Der Asteroid (8926) Abemasanao wurde nach ihm benannt.